# Іва Сідаш
Іва Сідаш (також Яна Сідаш; нар. 30 червня 1995, м. Львів, Україна) — українська вулична та документальна фотографка, фотохудожниця.

## Життєпис
Іва Сідаш народилася 30 червня 1995 року у місті Львові.
Фотографією займається з 2019 року. Випускниця курсу Visual Storytelling 2022 від ICP. Висвітлює повномасштабне російське вторгнення в Україну 2022 року. Роботи публікуються в «Financial Times», «Spiegel», «Business Insider», «Göteborgs-Posten», «Fisheye Magazine», «Ukrainer», «Bird in Flight», «Reporters», «The Village Україна», «The Village Україна», «Untitled», «Prostranstvo.media».

## Виставки

### Персональні виставки
- 2023, The Wall: Witness to the War in Ukraine, Roberta's Art Gallery, Вайтвотер, США[15].

### Колективні виставки
- 2021 — Вуличні діалоги, Міжнародний фотофестиваль «Odesa Photo Days», Одеса, Україна[2];
- 2021 — Вуличні діалоги 2.0, Львівський муніципальний мистецький центр, Львів Україна[16];
- 2022 — Чорна рілля ізорана, Львівський історичний музей, Львів, Україна[2];
- 2022 — Спалах. Українська фотографія сьогодні, Український дім, Київ, Україна[17];
- 2022 — Україна: Портрети мужності, Praxis Gallery, Міннеаполіс, США[2];
- 2022, 2023 — Україна. Стійкість, Зал 48, Берлін, Німеччина[2];
- 2023 — Ностальгія за прерваною рутиною, Taller 131, Барселона, Іспанія[18];
- 2023 — Україна, Hémisphères Paris, Париж, Франція[2];
- 2023 — Вторгнення, Центр фотографії «CFF», Стокгольм, Швеція[19];
- 2023 — Тривожна краса, Fisheye Gallery, Париж, Франція[20].

## Нагороди
- фіналістка міжнародного конкурсу стрітфото Fujifilm Moment Street Photo Awards (2021)[2],
- стипендія на участь у майстеркласі ICP/CAMERA в Італії (2022)[21],
- топ-3 найкращі проєкти, реалізовані на майстер-класі ICP/CAMERA 2022[2],
- директорський грант на річну програму «Документальні практики та візуальна журналістика», International Center of Photography (2023, Нью-Йорк, США)[2].